# كريستا تومسون
كريستا تومسون هي لاعب هوكي الحقل كندية، ولدت في 15 يونيو 1972.